# Pensia de întreținere pentru soț
Pensia alimentară pentru soț (de asemenea, numită pensie de întreținere sau de pensie de sprijin) este o obligație legală de a oferi sprijin financiar pentru partenerul de viață de la celălalt soț după separarea civilă sau după divorț. Acesta este stabilită prin legile cu privire la divorț sau de dreptul familiei în multe țări și se bazează pe premisa că cei doi soți în teorie au obligația legală de a se sprijini reciproc în timpul căsătoriei lor (sau în uniunile civile) dar și după separare sau/și divorț.

## Plata dreptului de întreținere pentru cazul părinților situați în state diferite
Pentru a obliga un debitor al obligației de întreținere dintr-un stat aflat în afara Uniunii Europene să achite cheltuielile de întreținere, trebuie să faceți apel la instanțele statului în care solicitați executarea hotărârii judecătorești. Convențiile internaționale, cum sunt cele incluse în lista de mai jos, vă pot asista în executarea obligației legale de întreținere în străinătate. 
- Explicații despre Pensia de întreținere pe Portalul web al Rețelei judiciare Europene